# Snainton
Snainton is een civil parish in het bestuurlijke gebied Scarborough, in het Engelse graafschap North Yorkshire met 754 inwoners.
Snainton is de geboorteplaats van acteur Ben Kingsley en botanicus George Vasey.
Tot 1950 was er een treinstation.